# Gran Cancelliere dello Stato di Milano
Il Gran Cancelliere dello Stato di Milano era la figura più importante dopo il Governatore nell'ambito degli organi della pubblica amministrazione in età spagnola. Vertice del potere esecutivo e capo del Consiglio Segreto, era inoltre dotato di potere di veto verso tutte le altre cariche dello Stato.

## Carica

### Nomina
Chi veniva nominato a tale carica doveva anzitutto godere della fiducia assoluta del Governo centrale di Madrid, e appartenere ai membri della nobiltà sia spagnola sia (più raramente) lombarda. Soltanto il Re, o su sua delega il Governo di Madrid, poteva rimuovere o nominare il Gran Cancelliere. La sua carica aveva durata vitalizia, inoltre era per diritto senatore a vita, anche in caso di dimissioni dal Cancellierato.

### Funzioni

#### Storia
Durante il periodo asburgico e l’inizio del periodo spagnolo, i compiti del Gran Cancelliere legati al controllo dell'amministrazione e della giustizia, con delega a dirimere conflitti di potere tra i vari organi di stato e a vigilare sul corretto funzionamento delle istituzioni. Il Cancelliere era anche un diplomatico, e in particolare un ambasciatore. Nel corso del tempo (nella seconda metà del XVI secolo), la figura del Gran Cancelliere aumentò considerevolmente d'importanza, anche per bilanciare l'eccessivo potere del Governatore, e assunse queste prerogative:
- Vertice del potere esecutivo, in quanto presidente del Consiglio Segreto (organo che fungeva da Governo del ducato).[3]
- Vicario del Governatore. Qualora la vacanza del Governatore fosse prolungata, per esempio a causa di una guerra o di un insediamento particolarmente lungo, o in caso di rimozione o sospensione del Governatore, il Cancelliere poteva assumere il ruolo di Governatore ad interim o Reggente (ruolo che in alcuni casi poteva essere confermato), riunendo così ampi poteri nelle proprie mani. In alternativa, soprattutto per tempo brevi, il Cancelliere poteva governare come Presidente della Giunta Interina, un organo collegiale costituito dai membri di spicco della politica del ducato.[2][3]

#### Vice Governatore
Anche in caso di sostituzione temporanea del Governatore, il Gran Cancelliere godeva di tutti i suoi poteri (comprese la possibilità di nominare cariche e la grazia), ed emanava le ordinanze che approvava con il consueto formalismo (Ex Ordine Suæ Excellentiæ, apponendo come sempre il proprio imprimatur - in genere con la formula vidit). Il ruolo di vicario rivestiva una particolare importanza quando il Governatore de iure era impegnato in campagne militari o in guerra (circostanza non rara all’epoca): per esempio, all’epoca della peste di Milano, Don Gonzalo Fernández e Ambrogio Spinola lasciarono temporaneamente il proprio incarico e i poteri al Cancelliere Don Antonio Ferrer per coadiuvare la guerra di successione di Mantova e del Monferrato.

#### Poteri
Oltre ad essere il vertice del potere esecutivo, il Cancelliere rivestiva un ruolo di rilievo anche nel potere legislativo, grazie alla possibilità di firmare ed emanare editti, leggi e gride, anche a nome del Senato e del Governatore se necessario. Svolgeva inoltre un ruolo nell’ambito del potere giudiziario, in quanto membro del Senato e presidente del Consiglio Segreto, e grazie alla possibilità di ratificare condanne o provvedimenti con il proprio imprimatur. Lo staff del Cancelliere era noto come Cancelleria Segreta, e di norma fungeva da massimo organo di consulto e coordinamento per il Governatore. Nel complesso, molti aspetti di questa carica potevano essere assimilati a quelli di un Primo Ministro.

#### Potere di veto
Per bilanciare il grande potere del Governatore, in epoca spagnola il Gran Cancelliere possedeva potere di veto incontestabile nei confronti delle altre cariche, in particolare Consiglio Segreto, Senato e Governatore: ogni loro legge, editto o provvedimento doveva necessariamente essere ratificato dal Cancelliere, che apponeva il proprio consenso come vidit (talora abbreviato v.t) o con la formula nihil obstat quominus imprimatur. In assenza dell’imprimatur e del sigillo del Cancelliere, ogni ordinanza o legge perdeva valore legale e non poteva essere ascritta dalla Cancelleria di Stato o entrare in atto. Perfino le spese pubbliche più rilevanti, nonché alcuni ordini militari, provvedimenti giuridici e nomine politiche dovevano ricevere la ratifica del Cancelliere, che non era tenuto a giustificare la ragione della propria scelta. Nemmeno il Governatore poteva contestare il veto del Cancelliere.

#### Nel periodo asburgico
A partire dal XVII secolo, le funzioni di questa carica rimasero inalterate durante tutto il periodo spagnolo. Tuttavia, sotto gli Asburgo d'Austria la figura del Gran Cancelliere fu fortemente indebolita e poi “smembrata” tra due nuove cariche: il Ministro plenipotenziario, cui andò il potere esecutivo e la competenza diplomatica, e il Consultore di governo, principale consigliere giuridico-politico del Governatore, nonché Vice Governatore e Presidente della Giunta Interinale. Diversi poteri in ambito legislativo e giuridico, nonché il potere di veto, non furono invece confermati.

### Trattamento
Come il Governatore, il Gran Cancelliere era un funzionario esclusivamente civile, pur potendo comandare l’esercito in determinate circostanze attraverso il potere esecutivo. Sempre come il Governatore, percepiva una retribuzione di 24.000 ducati annui e riceveva il trattamento di Don e Sua Eccellenza (S.E.). Le ordinanze e gli editti emessi da Governatore e Cancelliere erano caratterizzati dal formalismo Ex Ordine Suæ Excellentiæ (raramente abbreviato in E.O.S.E.), cui si aggiungevano il sigillo e l’imprimatur esclusivi del Cancelliere.
Il Cancelliere non era subordinato o dipendente dall’autorità del Governatore, di cui peraltro doveva ratificare le azioni, e poteva agire in completa autonomia.

## Gran Cancelliere Vicario
Dal XVI al XVII secolo, la Cancelleria Segreta ebbe a capo il Cancelliere Vicario (dapprima Luogotenente Gran Cancelliere, poi Vice Cancelliere): questa figura aveva il compito di assistere e consigliare il Gran Cancelliere, e di sostituirlo (solo temporaneamente) in caso di assenza o impedimento. I candidati a questa carica dovevano appartenere all’aristocrazia spagnola o lombarda, ed erano di frequente politici o giuristi. Mentre i Gran Cancellieri erano designati dal Re in persona, i Cancellieri Vicari erano nominati dal Governatore, ma perché la loro nomina avesse valore legale il Governatore doveva prima notificare il Re, quindi era necessaria la ratifica del Senato, tramite maggioranza assoluta; lo stesso iter valeva per un’eventuale rimozione. Pur essendo la terza carica del ducato per importanza, non era subordinato all’autorità del Governatore e poteva agire in autonomia.
Il Vice Cancelliere rimaneva in carica generalmente per cinque anni, ed era membro, oltre che della Cancelleria, anche del Consiglio Segreto, della Giunta Interinale e del Senato. Non di rado, ad incarico terminato, gli veniva concessa l'onorificenza di senatore a vita. Il Vice Cancelliere era anche uno dei più importanti e fidati consiglieri giuridico-politici del Governatore, insieme al Segretario Generale del Consiglio Segreto, e come questo non era direttamente subordinato all’autorità del Governatore, né a quella del Cancelliere. Quando sostituiva il Gran Cancelliere, il Cancelliere Vicario tendeva ad occuparsi principalmente dell'amministrazione ordinaria e “basilare”: non poteva infatti assumere l’incarico di Governatore ad interim o Reggente, né emanare leggi di propria volontà o esercitare il potere di veto proprio del Cancelliere. Questa pratica, comunque, è stata soggetta a variazioni nel corso del tempo, e in alcuni casi i Vice Cancellieri agivano in effetti da Gran Cancellieri (o perfino Governatori) ad interim, assumendone tutte le funzioni.

## Gran Cancellieri di Milano
| Immagine | Nome nome italianizzato                                                                             | Nomina        | Termine     | Note |
| -------- | --------------------------------------------------------------------------------------------------- | ------------- | ----------- | --- |
|          | Pierre de Sacierges, vescovo di Luçon (?-?)                                                         | 1499          | 1507        | |
|          | Gian Fermo Trivulzio (?-?)                                                                          | 1508          | 1515        | Senatore |
|          | Antonio dal Prato (?-?)                                                                             | 1515          | 1522        | |
|          | Girolamo Morone, conte (?-?)                                                                        | 1522          | 1525        | Già Luogotenente Generale e Gran Capitano. Rinchiuso dal Senato nel castello di Trezzo per presunta alleanza coi francesi nel 1525 |
|          | Marino Ascanio Caracciolo, cardinale (1468-1538)                                                    | 1522          | 1527        | Già Vescovo di Catania, poi Governatore |
|          | Girolamo Morone, conte (?-?)                                                                        | 1527          | 1534        | Assolto e riammesso al proprio incarico |
|          | Francesco Taverna, conte di Landriano (1488-1560)                                                   | 1534          | 1560        | |
|          | Juan Barahona (?-?) Giovanni de Varahona                                                            | 1560          | 1565        | |
|          | Andrés Ponce de León y de las Infantas, signore di Sumaria e Mazalquivir (?-?) Andrea Ponce de Leon | 1565          | 1572        | Già Cancelliere Vicario, Cancelliere di Granada, membro del Supremo Consiglio d'Italia e del Consiglio di Stato e Castiglia Governatore ad interim (aprile - novembre 1573) |
|          | Juan Vicente López de Montenegro, signore di Sobrano e Trabanca (?-?) Vincenzo Lopez de Montenegro  | 1572          | 1579        | Già Cancelliere Vicario, Cancelliere di Granada, membro del Consiglio di Stato e Castiglia e senatore Governatore pro tempore (aprile - 10 luglio 1580) |
|          | Danese Filiodoni (?-?)                                                                              | 1579          | 1592        | Già Presidente del Senato |
|          | Diego Salazar, conte di Romanengo (1540-1627)                                                       | 1592          | 1619        | Già Reggente e poi Presidente del Supremo Consiglio d’Italia, nonché Cancelliere Vicario e senatore Governatore ad interim (gennaio - aprile 1600) e pro tempore (22 luglio - 2 ottobre 1610), lasciò in largo anticipo l’incarico per essere nominato Reggente del Consiglio di Stato e Castiglia |
|          | Juan Rodríguez de Salamanca, conte (1540-1627) Giovanni de Salamanca                                | febbraio 1592 | maggio 1592 | Non riconosciuto da vari annali e pro tempore. Già Presidente del Magistrato Straordinario e senatore Il Governatore, Carlo d'Aragona Tagliavia, tentò di usare la propria influenza per ottenere il suo insediamento, nonostante Don Diego Salazar fosse già stato designato dal Re in persona. Fu rimosso dall’incarico per autoritarismo e abuso di potere, mentre Don Giovanni divenne membro del Supremo Consiglio d'Italia l’anno seguente |
|          | Antonio Ferrer, conte di Saint Feliu (1564-1634)                                                    | 1619          | 1634        | Già Reggente del Supremo Consiglio d’Italia, Cancelliere di Aragona e senatore Governatore ad interim (2 marzo 1628 - settembre 1629 e di nuovo febbraio 1630 - novembre 1631, inizialmente pro tempore e de facto come Governatore Reggente, poi ad interim da settembre 1630) |
|          | Giovanni Battista Trotti (1569-1640)                                                                | 1634          | 1634        | Ad interim |
|          | Antonio Ronquillo Briceño y Cuevas de Velasco (?-?) Antonio Briceno Ronquillo                       | 1634          | 1648        | |
|          | Jerónimo de Quijada de Solórzano y Dueñas (?-?) Girolamo de Quixada                                 | 1648          | 1652        | |
|          | Diego Zapata de Mendoza y Sidonia, marchese (1613-1674)                                             | 1652          | 1670        | |
|          | Rafael de Villosa (?-?)                                                                             | 1670          | 1672        | |
|          | Antonio Juan de Centelles, marchese di Centelles (1616-1681)                                        | 1672          | 1678        | |
|          | Vicente Calatayud y Toledo (?-?) Vincenzo Calatain                                                  | 1678          | 1682        | Uditore del Tribunale della Sacra Rota |
|          | Francesco Moles, duca di Parete (?-1713)                                                            | 1682          | 1686        | Già Cancelliere Vicario |
|          | Diego Íñiguez de Abarca, marchese di Sangüesa (?-1695)                                              | 1686          | 1691        | Già Presidente del Magistrato Straordinario Nominato Governatore ad aprile 1691, rinunciò al posto per essere nominato Reggente del Supremo Consiglio d’Italia |
|          | Giorgio Clerici, marchese di Cavenago (1648-1736)                                                   | 1691          | 1696        | |
|          | Vicente Pérez de Araciel y Rada (1657-1734)                                                         | 1696          | 1698        | Già Reggente del Supremo Consiglio d’Italia Governatore pro tempore dello Stato di Milano (gennaio - aprile 1698) con Pietro Giacomo Rubino Secondo presidente del Real Consiglio degli Ordini Militari tra il 1713 ed il 1715 |
|          | Miguel Francisco Guerra, canonico di Siviglia (?-?)                                                 | 1698          | 1702        | |
|          | Miguel del Olmo y de la Riba (?-?) Michele dell'Olmo                                                | 1702          | 1706        | Uditore del Tribunale della Sacra Rota |
|          | Juan de Herrera y Soba (?-?)                                                                        | 1706          | 1707        | |
|          | Pirro Visconti, marchese di Borgoratto (?-?)                                                        | 1707          | 1725        | |
|          | Marcos de Marañón y Lara, marchese (?-?) Marco de Maragnon y Lara                                   | 1725          | 1733        | |
|          | Giorgio Olivazzi, marchese di Spineto (?-?)                                                         | 1733          | 1737        | |
|          | Francesco Perlungo, conte (?-?)                                                                     | 1737          | 1738        | |
|          | Carlo Pertusati, conte (?-?)                                                                        | 1738          | 1744        | Già Presidente del Senato |
|          | Beltrame Cristiani, conte (?-?)                                                                     | 1744          | 1753        | Governatore de facto dal 1753 al 1758 come ministro plenipotenziario |

## Consultori di Governo di Milano
| Immagine | Nome                                 | Mandato | Mandato | Note |
| Immagine | Nome                                 | Nomina  | Termine | Note |
| -------- | ------------------------------------ | ------- | ------- | --- |
|          | Manuel Amor de Soria, conte (?-?)    | 1759    | 1765    | Governatore pro tempore nel 1759 |
|          | Paolo della Silva y Rido (1691-1789) | 1765    | 1771    | Affiancato da: Nicola Pecci (?-1775) e Luigi Cristiani (?-1775); in seguito da: Felice Albuzio (?-?), Alberto Litta (?-?), Johann Emanuel Joseph von Khevenhüller-Metsch (?-?) |

## Nella cultura popolare
Grazie ai Promessi Sposi è divenuto famoso Don Antonio Ferrer, Gran Cancelliere (1619-1634) e Governatore ad interim di Milano.